# Shergarh
Shergarh fou un estat tributari protegit, una thikana feudatària de Jodhpur formada per cinc pobles.
Fou concedida en feu a Thakur Bakht Singh pel maharajà Takht Singh de Jodhpur (1843-1873) vers la meitat del segle XIX.

## Llista de thakurs
- Thakur Bakht Singh
- Thakur Akhai Singh (fill)
- Thakur Fateh Singh (fill)
- Thakur Moti Singh (fill)